# Enzo Sciotti
Enzo Sciotti (Roma, 24 settembre 1944 – Roma, 11 aprile 2021) è stato un illustratore italiano, noto principalmente per le sue opere artistiche dedicate alle locandine cinematografiche e quelle per le produzioni homevideo.

## Biografia
Comincia la sua attività presso lo Studio Bat di Riccardo Battaglia per poi approdare alla scuderia del cartellonista Maro. Successivamente fonda, in collaborazione con il collega Ezio Tarantelli, lo Studio E2.
Tra le sue opere più conosciute si ricordano i bozzetti per la locandina di Velluto blu, Fandango, per i film di Lucio Fulci e diverse commedie all'italiana.
È morto domenica 11 aprile 2021 a 76 anni.

## Opere

### Fumetti
Ha realizzato le copertine per diversi fumetti italiani per adulti degli anni settanta e ottanta.
- Terror Blu
- Pioneers
- I predatori
- Pig
- Oltretomba[10]
- Corsari all'arrembaggio
- Attack 3+1